# Victor Lanjuinais
Pour les autres membres de la famille, voir Famille Lanjuinais.
Victor Ambroise, vicomte « de » Lanjuinais, né le 5 novembre 1802 à Paris où il est mort le 1er janvier 1869, est un homme politique français.
D'orientation libérale, ami de Tocqueville, il est élu à plusieurs reprises député de la Loire-Inférieure et est ministre sous la Deuxième République.

## Biographie
Fils cadet de Jean-Denis Lanjuinais, Victor Lanjuinais étudie le droit et est reçu avocat.
Il commence sa carrière politique, en 1830, comme conseiller municipal du 10e arrondissement de Paris.

### Chambre des députés: 1838-1848
Élu, à la Chambre des députés le 17 février 1838, député du 3e collège de la Loire-Inférieure (Pont-Rousseau), en remplacement de M. Billault, qui avait opté pour Ancenis, il siégea au centre gauche et opina généralement avec le tiers-parti.
Successivement réélu : 
- le 2 mars 1839[3] ;
- le 9 juillet 1842[4], contre M. Betting de Lancastel[5] ;
- et le 1er août 1846[6], contre le même concurrent[7].

Il combattit modérément la politique de Guizot et, dans la session de 1847, vota pour la proposition de réforme électorale, mais refusa de s'associer à la campagne des banquets.

Lanjuinais doit à sa vie parlementaire d'avoir rencontré Alexis de Tocqueville, qui partage ses opinions libérales et qui l'implique dans la plupart de ses projets politiques : il participe ainsi à l'aventure du Commerce en prenant des parts dans la société d'exploitation du journal et s'intéresse vivement au projet de constitution d'un parti de la « Jeune Gauche ». Il partage également avec Tocqueville son goût des voyages et s'inquiète comme son ami du sort de la colonie française d'Algérie, où les deux amis se retrouvent d'ailleurs en 1846. 

« En somme, c'était un associé très sûr et, à tout prendre, le plus honnête homme que j'aie rencontré dans la vie publique et celui de tous qui m'ait paru mêler à son amour du bien public le moins de vues particulières ou intéressées. [...]

Son humeur était aussi calme et aussi paisible que la mienne était inquiète et troublée. Méthodique, lent, paresseux, prudent, méticuleux même, il n'entrait que très difficilement dans une entreprise ; mais, une fois entré, n'y reculait jamais et s'y montrait jusqu'au bout résolu et têtu comme un paysan breton. »

— A. de Tocqueville, Souvenirs
Toujours avec Tocqueville, Lanjuinais fait partie du groupe d'étude sur la question sociale créé par Frédéric Le Play en 1848.

### Assemblée constituante: 1848
Après la révolution de Février 1848, il est élu dans les rangs des conservateurs, le 23 avril 1848, représentant de la Loire-Inférieure à l'Assemblée constituante, le 1er sur 13.
Lanjuinais vote avec la droite. Membre et secrétaire du comité des Finances, il combat le socialisme, préconise les solutions économiques de l'école du « laisser-faire », se montre l'adversaire du papier-monnaie et propose de parer au déficit par la consolidation des bons du Trésor et des livrets de caisse d'épargne et par l'émission d'un emprunt de deux cents millions en rente sur l'État. Après de vifs débats, où elle est appuyée par Jules de Lasteyrie et par Berryer, l'opinion de Lanjuinais l'emporte devant le comité, puis devant l'Assemblée, non sans avoir obtenu le suffrage du gouverneur de la Banque de France (d'Argout) et du syndic des agents de change.
Lanjuinais est ensuite chargé de plusieurs rapports importants sur diverses matières de finances ; il fait aussi partie de la commission d'enquête relative à la manifestation du 15 mai 1848 et aux événements du 23 juin 1848 ; il opine, avec la majorité de ses collègues, dans le sens de la répression.
Lorsque le représentant Rateau demande, au nom de la droite, la dissolution de la Constituante, il signe avec lui la motion qui prévaut, et qui tend à une dissolution volontaire de l'Assemblée après le vote de la loi électorale.

### Ministre de laIIeRépublique: 1849
Les royalistes purs lui ayant retiré leur appui dans la Loire-Inférieure aux élections générales pour la Législative, Lanjuinais n'est pas réélu.
Il est retiré à la campagne, lorsqu'il apprend (2 juin 1849) qu'il est appelé, comme ministre du Commerce et de l'Agriculture, à faire partie du cabinet présidé par Odilon Barrot.

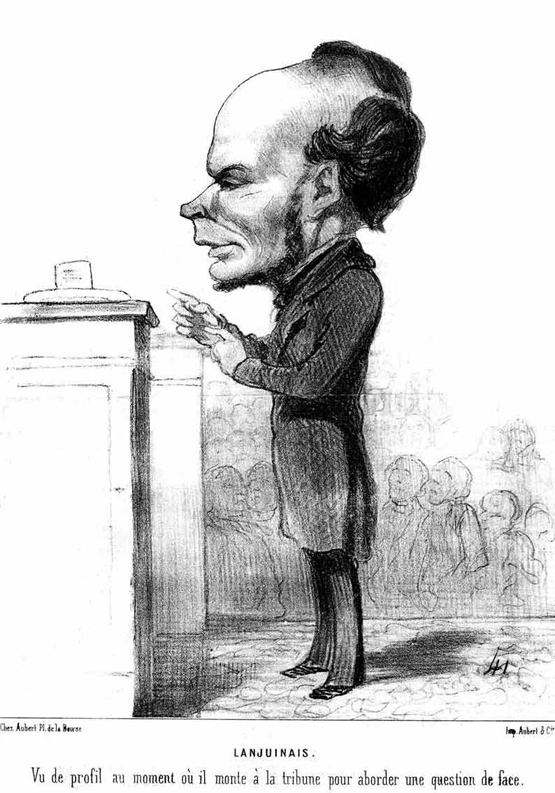
Lanjuinais, vu de profil au moment où il monte à la tribune pour aborder une questin de face,
Honoré Daumier (1808–1879), Les Représentants représentés, Paris, 1849.

Il ne tarde pas d'ailleurs à rentrer au parlement : le 8 juillet suivant, onze réélections ayant lieu à Paris par suite d'options ou de démissions, Lanjuinais, candidat conservateur, est élu, le premier de la liste, représentant de la Seine.
Comme ministre du Commerce, il prend part à la suppression du système des quarantaines du Levant  ; il veut aussi mettre fin au monopole de la boulangerie parisienne ; mais cette décision n'est pas confirmée par son successeur. Chargé pendant trois mois de l'intérim du ministère de l'Instruction publique et des Cultes, il obtient du pouvoir exécutif l'autorisation collective des synodes provinciaux qui seraient tenus pendant le cours de l'année 1849, en réservant à l'autorité civile les droits stipulés par le Concordat. Soutenu par la majorité de droite, le cabinet, dont Lanjuinais fait partie, est révoqué le 31 octobre.
Le représentant de la Loire-Inférieure refuse d'entrer dans les combinaisons ultérieures et prend part encore dans l'Assemblée aux travaux de plusieurs commissions importantes, telles que la commission d'enquête de la marine et celle des boissons ; il est en outre président et rapporteur de la commission d'enquête sur la production et la consommation de la viande de boucherie.

### Corps législatif: 1863-1869

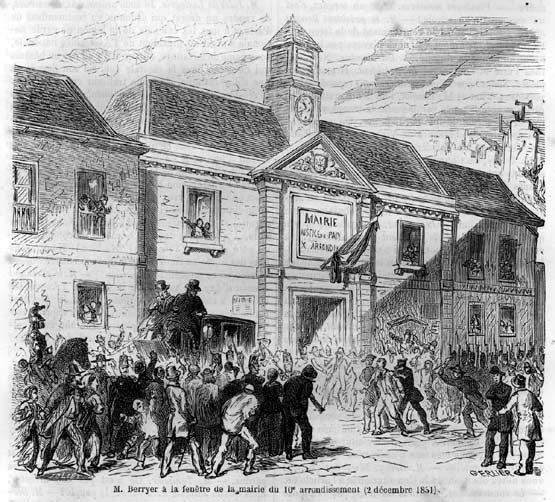
Berryer harangue la foule à la fenêtre de la mairie du 10e arrondissement de Paris le 2 décembre 1851. Gravure tirée de l’Histoire populaire contemporaine, Paris, Ch. Lahure, 1864.

Adversaire du coup d'État du 2 décembre 1851, il proteste contre cet acte et est du nombre des représentants (dont Berryer et Tocqueville) qui, réunis à la mairie du 10e arrondissement de Paris, votent la déchéance du Prince-Président.
Après avoir subi une courte détention au château de Vincennes, il rentre dans la vie privée, refuse en 1857 la candidature au Corps législatif, et reparait au parlement, le 1er juin 1863, comme candidat indépendant de la 2e circonscription de la Loire-Inférieure.
Lanjuinais siège dans le tiers-parti orléaniste, se sépare de la gauche au sujet de la loi de 1864 sur les coalitions qui abolit le délit de coalition, qu'il vote avec Émile Ollivier, parla (session de 1867), sur le budget de la Justice, pour blâmer l'intervention des juges des paix dans la politique, un certain nombre de ces magistrats ayant été obligés d'envoyer aux parquets un rapport trimestriel sur l'attitude des partis, et mourut le 1er janvier 1869 avant la fin de la législature.
Il est inhumé, dans le caveau familial, au cimetière du Père-Lachaise.

## Œuvres
On a de lui :
- Notice sur la vie et les ouvrages de son père (1832) ;
- Nouvelles Recherches sur la question de l'or (1863), dans la Revue des Deux-Mondes.